# 涌泉庄乡
涌泉庄乡，是中华人民共和国河北省张家口蔚县下辖的一个乡镇级行政单位。1956年属东陈家涧乡，1958年属城关公社，1962年析置陈家涧公社，1966年更名涌泉庄公社，1984年改乡。

## 行政区划
涌泉庄乡下辖以下地区：
涌泉庄村、卜南堡村、卜北堡村、西陈家涧村、东陈家涧村、辛庄村、西窑头村、邸家庄村、弥勒院村、独树村、寇家庄村、土均庄村、黄家庄村、董家涧村、任家涧村、苑家庄村、西任家堡村、北方城村、西中堡村、崔家寨村、闫家寨村、高利寺村、上陈庄村、北杨庄村、宿鸦涧村、连寨场村、陡涧子村、汤庄子村和麦子坡村。

## 交通
下广公路、阳蔚公路过境。

## 中国传统村落
- 北方城村

## 名胜古迹
重泰寺、弥勒寺。